# Entodon
Entodon är ett släkte av bladmossor som beskrevs av Müll.Hal.. Enligt Catalogue of Life ingår Entodon i familjen Entodontaceae, men enligt Dyntaxa är tillhörigheten istället familjen Entodontaceae.

## Bildgalleri

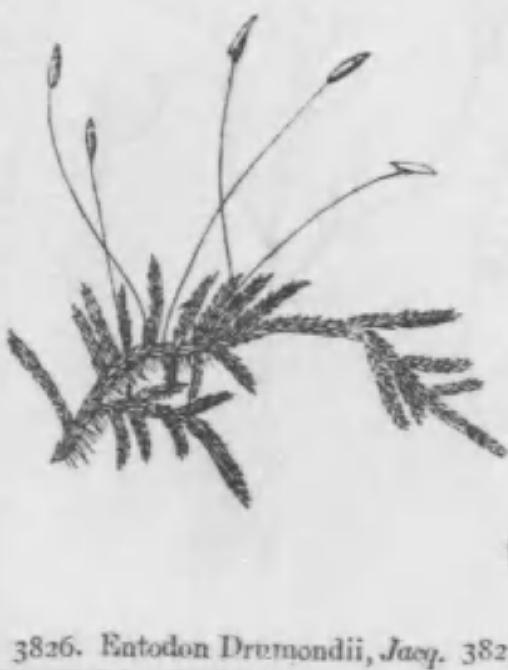
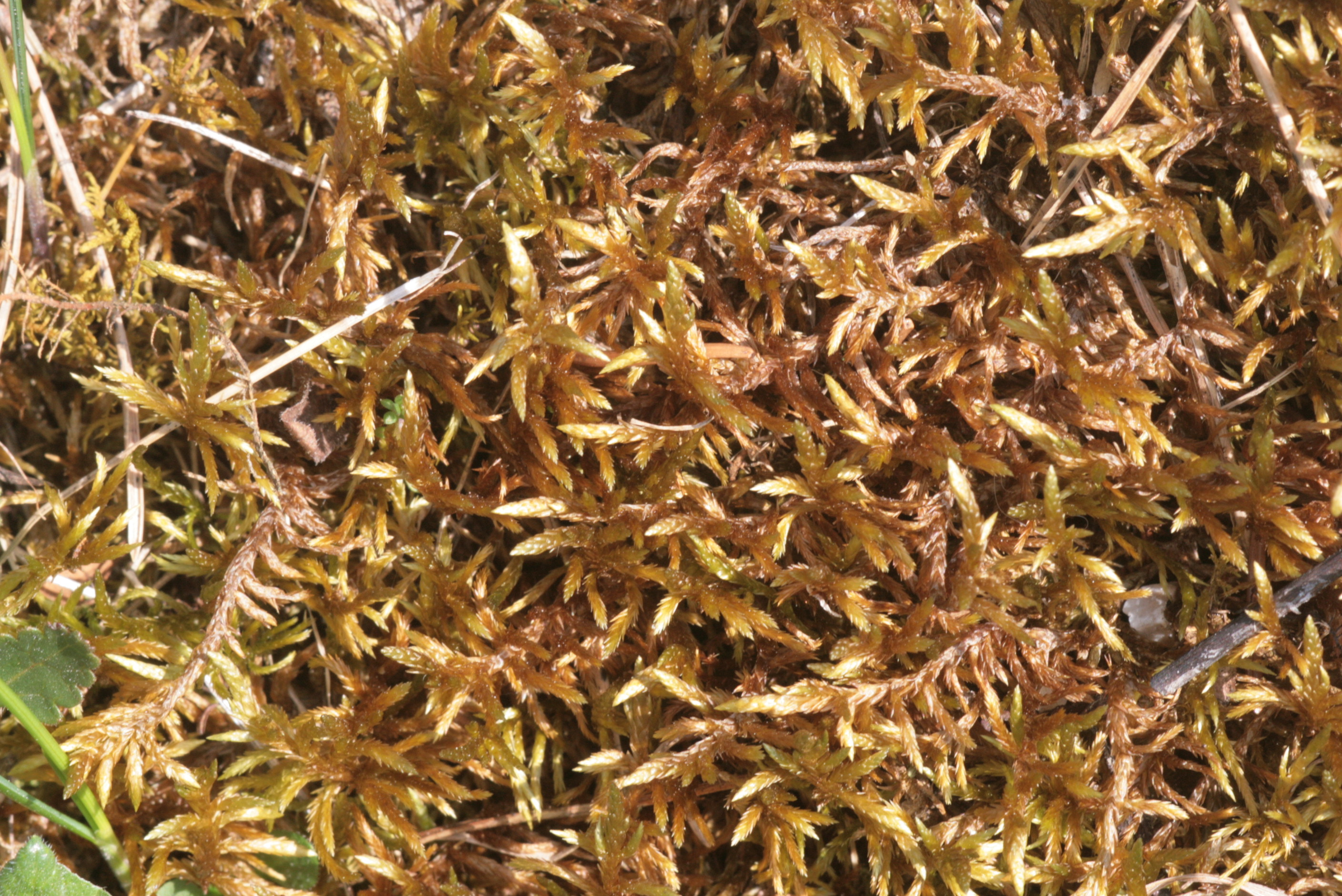
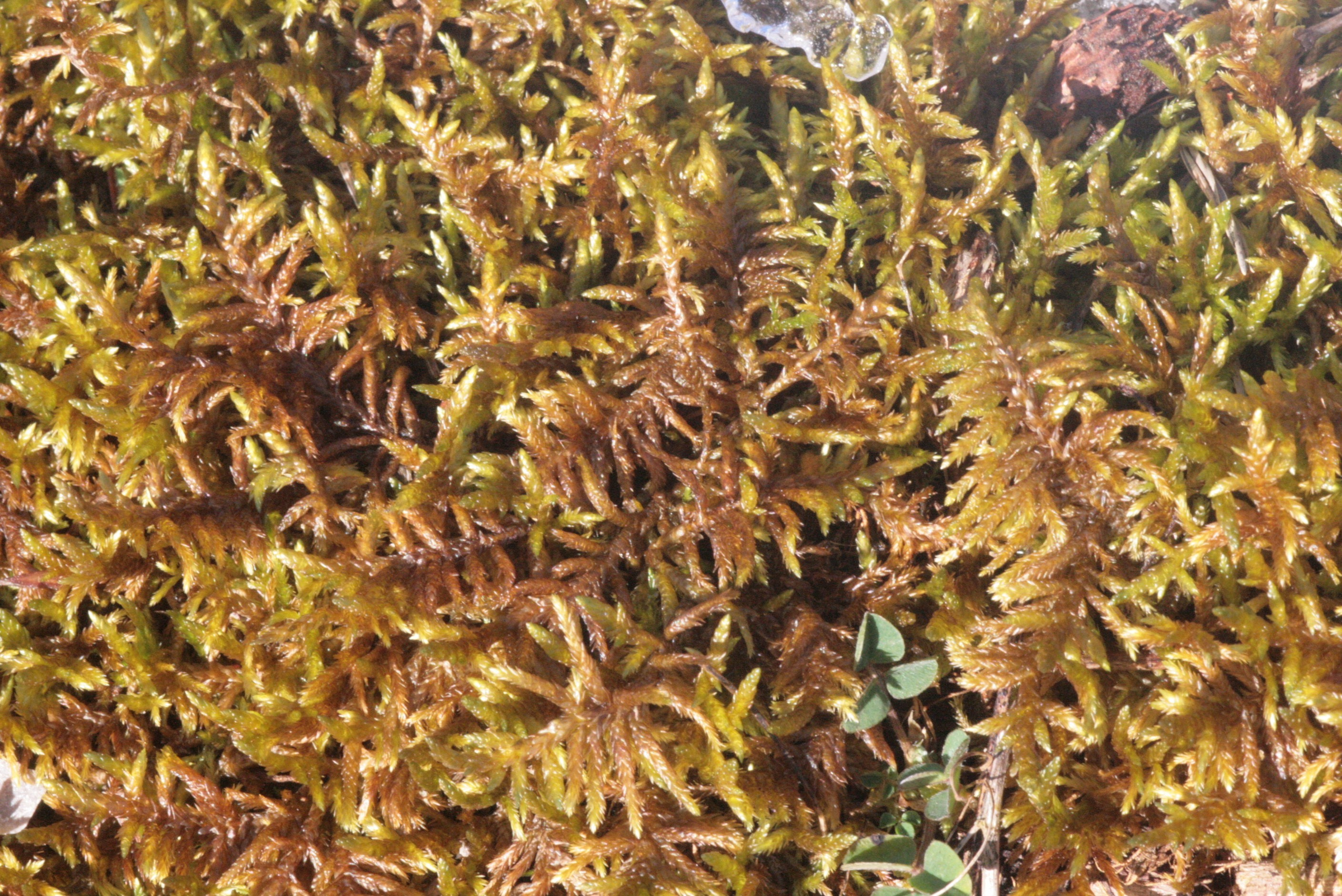
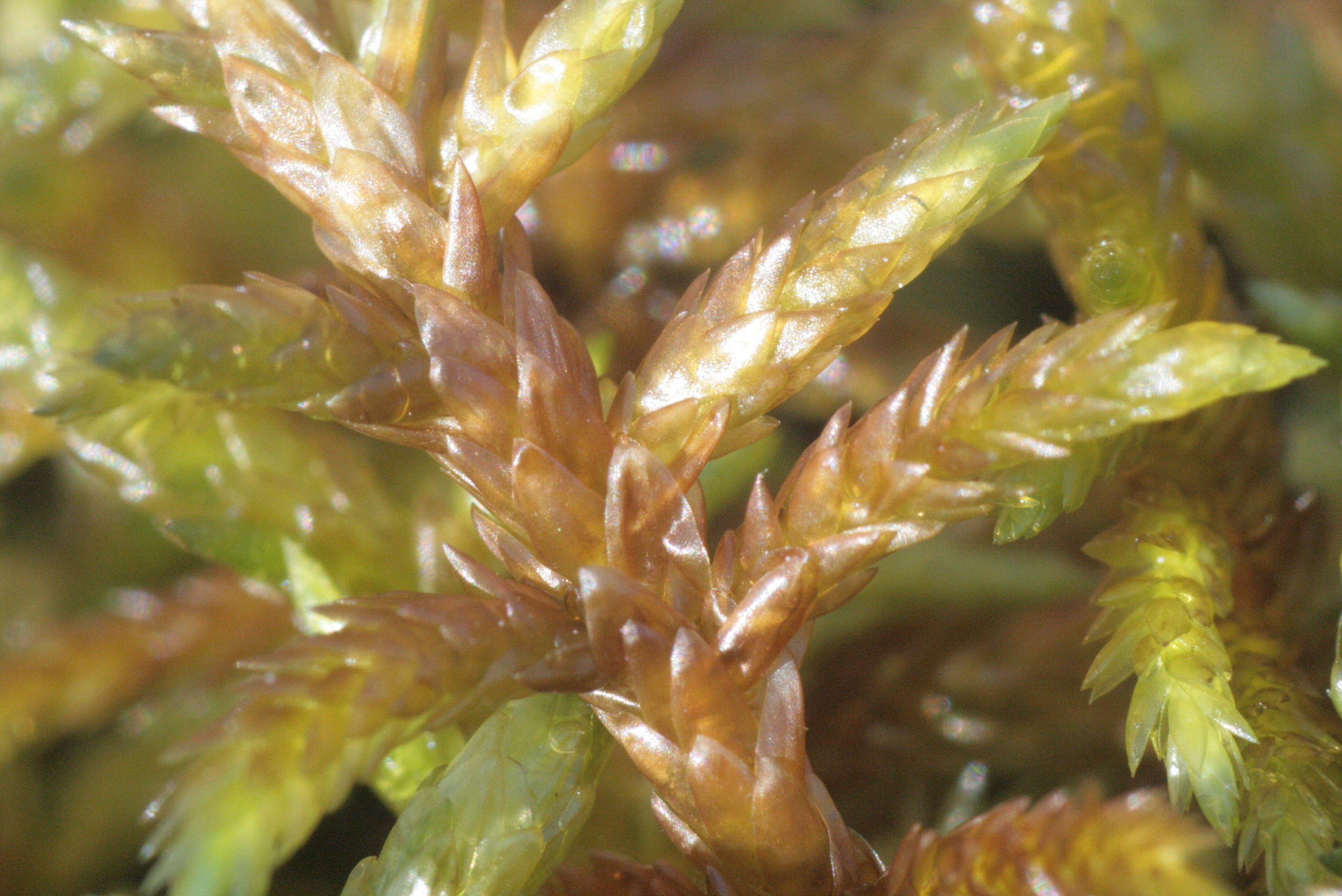
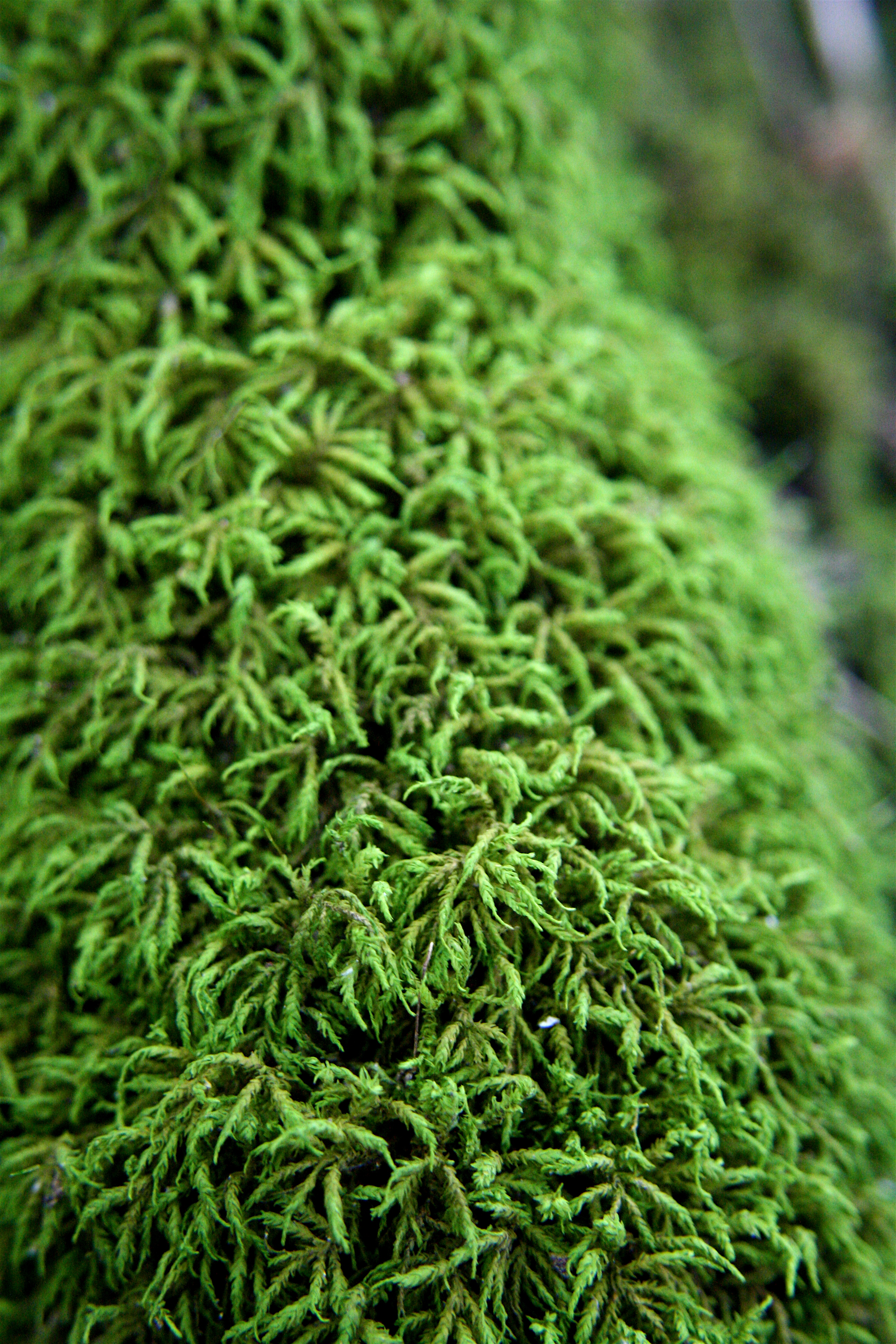
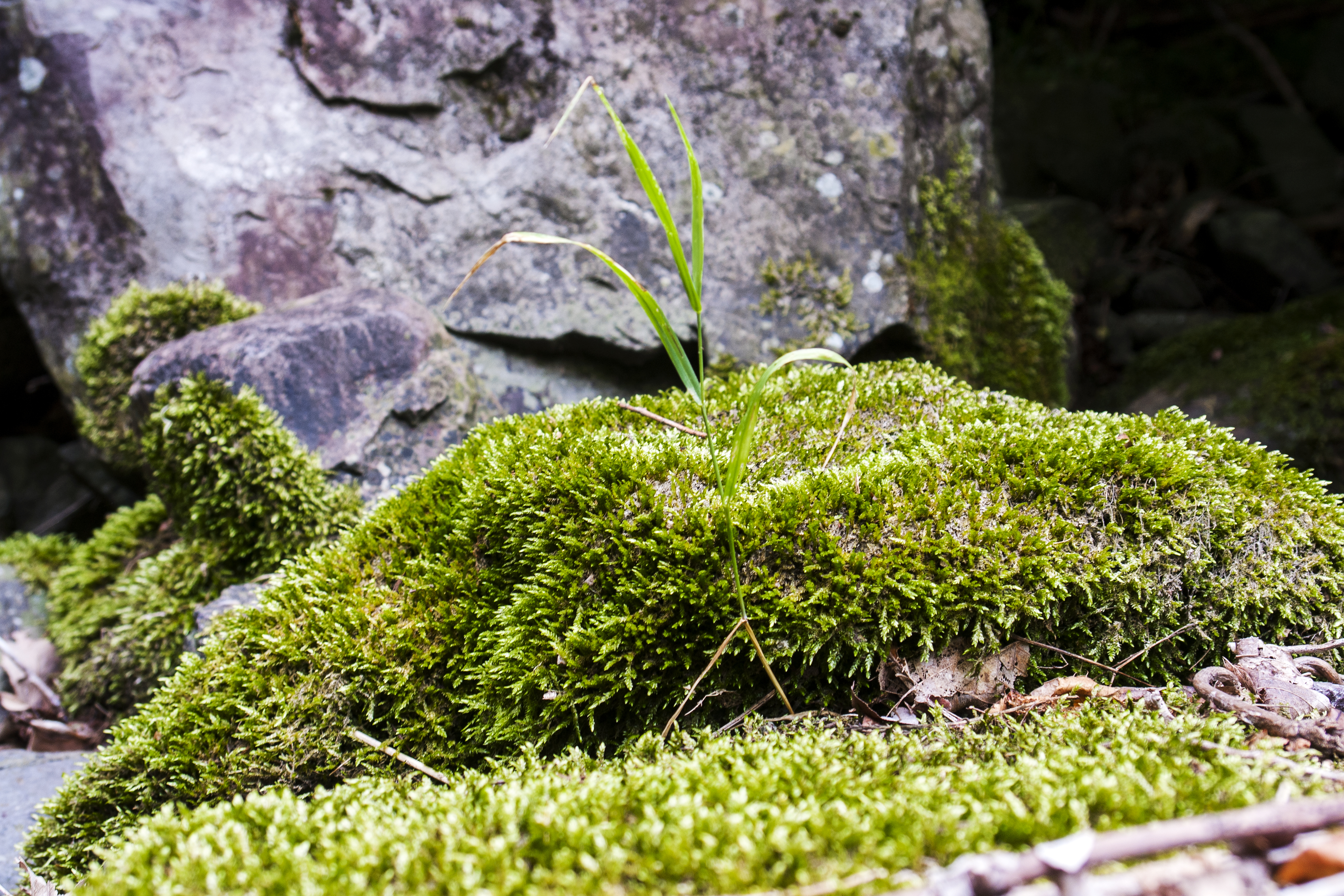

## Dottertaxa tillEntodon, i alfabetisk ordning[1][2]
- Entodon abbreviatus
- Entodon acutifolius
- Entodon adyris
- Entodon aeruginosus
- Entodon akitensis
- Entodon argyreus
- Entodon attenuatus
- Entodon beyrichii
- Entodon brevirameus
- Entodon brevirostris
- Entodon brevisetus
- Entodon buckii
- Entodon caliginosus
- Entodon calycinus
- Entodon campipatrum
- Entodon cernuus
- Entodon challengeri
- Entodon chloropus
- Entodon chloroticus
- Entodon cladorrhizans
- Entodon columnaris
- Entodon complanatulus
- Entodon complicatus
- Entodon conchophyllus
- Entodon concinnus
- Entodon corbieri
- Entodon crassirameus
- Entodon cupressiformis
- Entodon curvatus
- Entodon cymbifolius
- Entodon denticuspis
- Entodon diffusinervis
- Entodon distans
- Entodon divergens
- Entodon diversinervis
- Entodon dolichocucullatus
- Entodon drepanoides
- Entodon expallens
- Entodon felicis
- Entodon flaccidus
- Entodon flavissimus
- Entodon flavovirens
- Entodon flexipes
- Entodon floridanus
- Entodon fulvonitens
- Entodon geminidens
- Entodon giraldii
- Entodon gracilis
- Entodon gracilisetus
- Entodon hampeanus
- Entodon herbaceus
- Entodon incurvatus
- Entodon jamesonii
- Entodon kungshanensis
- Entodon laetus
- Entodon laxo-alaris
- Entodon lindbergii
- Entodon longicostatus
- Entodon longifolius
- Entodon luridus
- Entodon luteonitens
- Entodon mackaviensis
- Entodon macropodus
- Entodon madagassus
- Entodon mechoacanus
- Entodon micans
- Entodon microcarpus
- Entodon micropodus
- Entodon morrisonensis
- Entodon mosenii
- Entodon motelayi
- Entodon myurus
- Entodon nanocarpus
- Entodon nanoclimacium
- Entodon natalensis
- Entodon neglectus
- Entodon nepalensis
- Entodon novarae
- Entodon obtusatus
- Entodon ovicarpus
- Entodon pallescens
- Entodon pallidisetus
- Entodon perplicatus
- Entodon piovani
- Entodon plumosus
- Entodon propinquus
- Entodon prorepens
- Entodon pseudoseductrix
- Entodon pulchellus
- Entodon punctulatus
- Entodon pylaisioides
- Entodon rigidus
- Entodon rubicundus
- Entodon rufescens
- Entodon rutenbergii
- Entodon scabridens
- Entodon scariosus
- Entodon schensianus
- Entodon schleicheri
- Entodon seductrix
- Entodon serrulatus
- Entodon seubertianus
- Entodon smaragdinus
- Entodon splendidulus
- Entodon stereophylloides
- Entodon stewartii
- Entodon subcuspidatus
- Entodon subdiversinervis
- Entodon suberythropus
- Entodon subflexipes
- Entodon subgeminidens
- Entodon subplicatus
- Entodon sullivantii
- Entodon taiwanensis
- Entodon tobaensis
- Entodon tokyensis
- Entodon tosae
- Entodon transbaicalensis
- Entodon truncatus
- Entodon truncorum
- Entodon usambaricus
- Entodon werneri
- Entodon verruculosus
- Entodon virens
- Entodon viridulus
- Entodon vulcanicus
- Entodon yunnanensis